# ديفيد إدواردز (لاعب غولف)
ديفيد إدواردز (بالإنجليزية: David Edwards)‏ هو لاعب غولف أمريكي، ولد في 18 أبريل 1956 في نيوشو ‏ في الولايات المتحدة.

## وصلات خارجية
- ديفيد إدواردز على موقع رابطة لاعبي الغولف المحترفين (الإنجليزية)
- ديفيد إدواردز على موقع رابطة اليابان للاعبي الغولف المحترفين (الإنجليزية)
- ديفيد إدواردز على موقع التصنيف العالمي الرسمي للغولف (الإنجليزية)